# رئیس ستاد مشترک نیروهای مسلح ارمنستان
رئیس ستاد مشترک نیروهای مسلح ارمنستان (ارمنی: ՀՀ Զինված ուժերի Գլխավոր շտաբի պետ) عالی‌رتبه‌ترین افسر نظامی نیروهای مسلح ارمنستان می‌باشد که مسئولیت حفاظت فرماندهی عملیاتی ارتش و سه شاخه اصلی آن را برعهده دارد.
| ر.  | پرتره                | نام                                     | آغاز تصدی      | پایان تصدی     | طول دوران       | منبع        |
| --- | -------------------- | --------------------------------------- | -------------- | -------------- | --------------- | ----------- |
| ۱   | گورگن دالیبالتایان   | سپهبد گورگن دالیبالتایان (۲۰۱۵–۱۹۲۶)    | ۱۹۹۱           | ۱۹۹۲           | ۰–۱ سال         | –           |
| ۲   | نورات تر-گریگوریانتس | سپهبد نورات تر-گریگوریانتس (زادهٔ ۱۹۳۶)  | ۱۰ اوت ۱۹۹۲    | ۱۹۹۳           | ۰–۱ سال         | –           |
| ۳   | هراچیا آندرئاسیان    | سپهبد هراچیا آندرئاسیان (۱۹۹۹–۱۹۳۲)     | ۱۹۹۳           | ۱۲ مه ۱۹۹۴     | ۰–۱ سال         | –           |
| ۴   | میکائل هاروتیونیان   | سپهبد میکائل هاروتیونیان (زادهٔ ۱۹۴۶)    | ۱۲ مه ۱۹۹۴     | ۲۴ آوریل ۲۰۰۷  | ۱۲ سال، ۳۴۷ روز | –           |
| ۵   | سیران اوهانیان       | سپهبد سیران اوهانیان (زادهٔ ۱۹۶۲)        | ۱۱ مه ۲۰۰۷     | ۱۴ آوریل ۲۰۰۸  | ۳۳۹ روز         | –           |
| ۶   | یوری خاچاتوروف       | سپهبد یوری خاچاتوروف (زادهٔ ۱۹۵۲)        | ۱۴ آوریل ۲۰۰۸  | ۳ سپتامبر ۲۰۱۶ | ۸ سال، ۱۴۲ روز  | –           |
| ۷   | موسس هاکوبیان        | سپهبد موسس هاکوبیان (زادهٔ ۱۹۶۵)         | ۳ سپتامبر ۲۰۱۶ | ۲۴ مه ۲۰۱۸     | ۱ سال، ۲۶۳ روز  | [ ۱ ] [ ۲ ] |
| ۸   | آرتاک داوتیان        | سپهبد آرتاک داوتیان (زادهٔ ۱۹۷۰)         | ۲۴ مه ۲۰۱۸     | ۸ ژوئن ۲۰۲۰    | ۲ سال، ۱۵ روز   | [ ۳ ] [ ۴ ] |
| ۹   | اونیک گاسپاریان      | سپهبد اونیک گاسپاریان (زادهٔ ۱۹۷۰)       | ۸ ژوئن ۲۰۲۰    | ۱۰ مارس ۲۰۲۱   | ۲۷۵ روز         | [ ۵ ] [ ۶ ] |
| –   | استپان گالستان       | سپهبد استپان گالستان (زادهٔ ۱۹۶۳) سرپرست | ۱۰ مارس ۲۰۲۱   | ۲۲ مارس ۲۰۲۱   | ۱۲ روز          | [ ۷ ]       |
| (۸) | آرتاک داوتیان        | سپهبد آرتاک داوتیان (زادهٔ ۱۹۷۰)         | ۲۲ مارس ۲۰۲۱   | ۲۴ فوریه ۲۰۲۲  | ۳۳۹ روز         | [ ۸ ] [ ۹ ] |
| ۱۰  | ادوارد آسریان        | سرلشکر ادوارد آسریان                    | ۱۴ ژوئیه ۲۰۲۲  |                | ۲ سال، ۲۵۵ روز  | [ ۱۰ ]      |